# All I Have to Do Is Dream
All I Have to Do Is Dream ist ein Popsong, der von Boudleaux Bryant geschrieben und am 6. März 1958 von den Everly Brothers veröffentlicht wurde. Das als ruhige Ballade vorgetragene Liebeslied wurde einer der erfolgreichsten Titel des Duos und stieg Ende der 1950er-Jahre weltweit in die Hitparaden ein. Insgesamt wurden 1,5 Millionen Tonträger verkauft, und das Lied belegte 2004 Platz 141 der Wahl zu den 500 besten Songs aller Zeiten durch das Rolling-Stone-Magazin.
Die musikalische Ausgestaltung des Songs beruht auf der 32-taktigen AABA-Form, wobei die häufige Wiederholung des Wortes „Dream“ als strukturgebendes Charakteristikum dient.

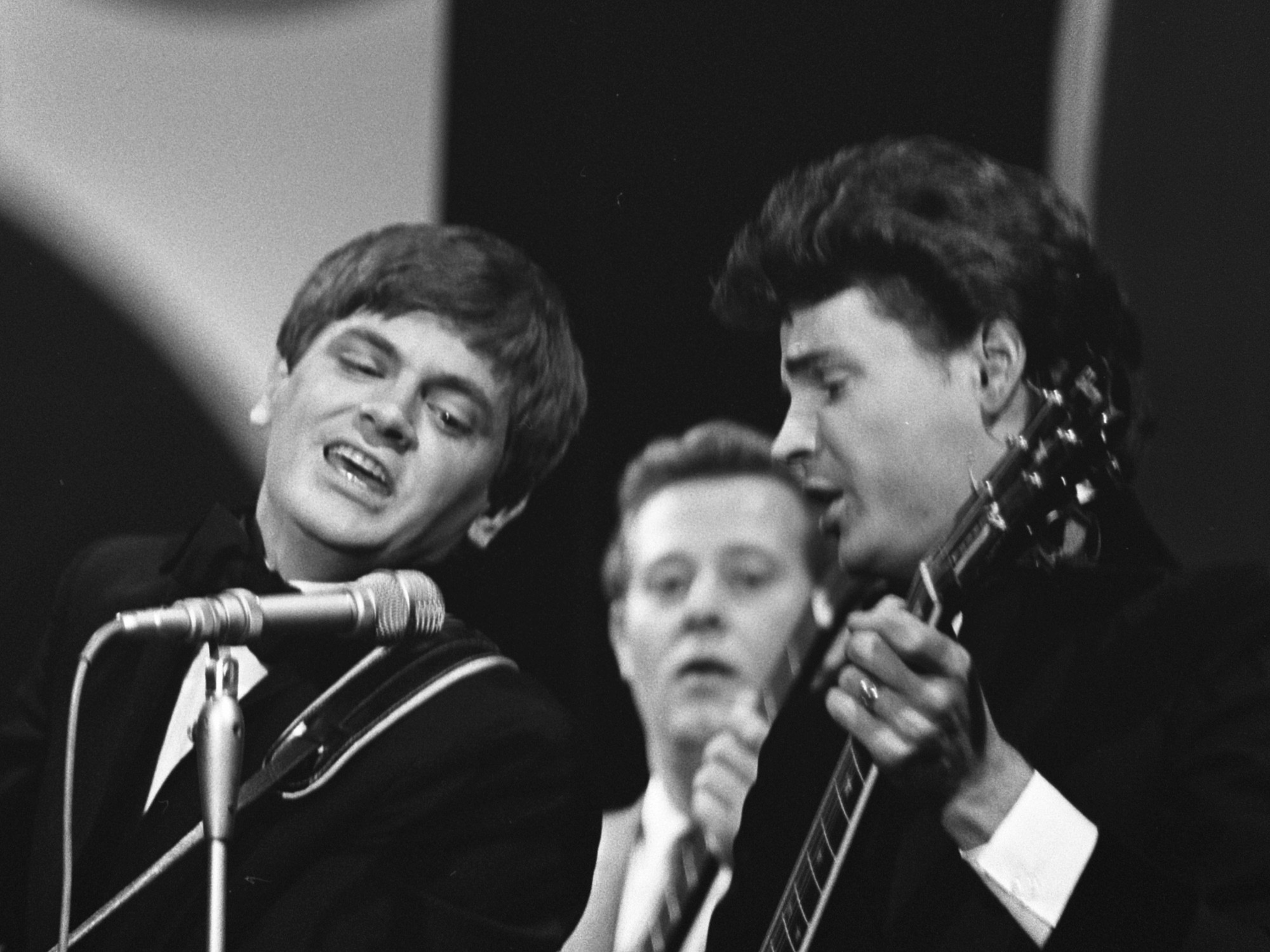
The Everly Brothers, 1965

## Hintergrund und Veröffentlichung
All I Have to Do Is Dream wurde 1958 als Doppel-A-Seiten-Single bei Cadence Records veröffentlicht. Die B-Seite war das Lied Claudette, geschrieben von Roy Orbison.
Die Band hatte bereits im Vorjahr mit dem ebenfalls von Boudleaux Bryant zusammen mit seiner Frau Felice geschriebenen Lied Bye Bye Love und vor allem mit dem US-Nummer-eins-Hit Wake Up Little Susie international Erfolg und auch das Debütalbum The Everly Brothers stieg in den Vereinigten Staaten in die Charts. All I Have to Do Is Dream war die erste Single der Band nach diesem Erfolg und wurde nicht zusätzlich auf einem Album veröffentlicht.
Die Single wurde erst in den US-amerikanischen Billboard Hot 100 ein Nummer-eins-Hit, danach stieg sie auch in den britischen Musikcharts bis auf die Spitzenposition.

## Cover-Versionen

### Weitere Chart-Hits
Ebenfalls in die amerikanischen Charts schafften es Coverversionen von Richard Chamberlain 1963, Bobbie Gentry und Glen Campbell 1970, der Nitty Gritty Dirt Band 1975 und Andy Gibb mit Victoria Principal 1981. In die britischen Charts kamen ebenfalls die Version von Bobbie Gentry und Glen Campbell 1969 und eine Version von Cliff Richard und Phil Everly im Jahr 1994.

### Weitere englische Versionen
Das Lied wurde zahlreich gecovert. Cover.info verzeichnete im Oktober 2021 mehr als 130 verschiedene Coverversionen (Stand: 5. Oktober 2021) des Liedes, darunter etwa:
- 1958: Barry Barnett; Paul Rich; The Eden Brothers, als Single bei „Bell Records“
- 1963: Roy Orbison auf seinem Album In Dreams; Sheila, als Single in einer französischen Version Pendant les Vacances; Paul Anka
- 1964: The Shanes
- 1967: Four Jacks and a Jill
- 1968: Eddy Arnold; Wayne Newton
- 1970: Jerry Vale; Wilburn Brothers
- 1972: Donny Osmond
- 1974: Albert West; The Glitter Band
- 1975: Al Matthews
- 1976: George Baker Selection
- 1977: Johnny Nash; Osborne Brothers
- 1978: Terry Reid
- 1981: Billie Jo Spears; Juice Newton; Roger Whittaker
- 1982: The Shadows
- 1984: Jeff Bridges und Karen Allen in dem Film Starman, auch enthalten in dessen Soundtrack.
- 1986: Barry Biggs
- 1987: R.E.M. in der Dokumentation Athens, GA Inside/Out; Chet Atkins
- 1989: Jive Bunny & the Mastermixers (als Medley)
- 1991: Peter Kraus
- 1994: Linda Ronstadt (mit Kermit der Frosch in der Muppet Show)
- 1995: Cagey Strings
- 1996: PJ & Duncan (heute Ant & Dec), als Single.
- 2002: Nils Lofgren
- 2005: The Dandy Warhols
- 2006: Barry Manilow
- 2010: Jackie Earle Haley für den Film A Nightmare on Elm Street.
- 2012: Matthew Barber & Jill Barber[6]
- 2018: Lynda Carter auf ihrem Album Red Rock N' Blues.

### Deutsche Versionen
Eine deutsche Version des Liedes schrieb Ralph Maria Siegel unter dem Titel Darum träum' ich nur von dir, die ebenfalls zahlreich interpretiert wurde, unter anderem von:
- 1958: Nana Gualdi; Die Hansen Boys & Girls; Charlotte Rank
- 1959: Dolly-Sisters & Jochen Brauer-Singers; Two Jollies; Maureen René und Lutz Dietmar mit seinen Solisten
- 1970: Bernd & Bert
- 1972: Gunnar Warner

1970 schrieb Tom Astor das Lied Jeder hat ein Ziel auf die Melodie von All I Have to Do Is Dream, das von Renate & Werner Leismann gesungen wurde. Patrick Lindner sang 2009 das Lied Träum von Edith Jeske und Tobias Reitz, das 2020 auch von Stimmen der Berge interpretiert wurde.

### Internationale Versionen
Das Lied wurde zudem auch in weiteren Sprachen gecovert, so etwa auf Niederländisch unter dem Titel Droom von Will Tura 1958, 2012 veröffentlichte der Belgier Wim Leys mit Net als in een droom eine weitere niederländische bzw. flämische Version. Auf Französisch erschien der Titel 1962 als Line von Eddy Mitchell & les Chaussettes Noires sowie kurz darauf auch von Les Teenagers (Carl et Mic). Eero ja Jussi & The Boys veröffentlichten 1966 das Lied Unelmoin mä vain auf Finnisch, als Blunda lite grann och dröm erschien 1970 eine Version auf Schwedisch von Svenne & Lotta und der italienische Sänger Donatello sang im gleichen Jahr sein 100 volte lei.